# Camptomastix hisbonalis
Camptomastix hisbonalis là một loài bướm đêm trong họ Crambidae.